# Europese kampioenschappen boksen mannen 2017
De Europese kampioenschappen boksen 2017 vonden plaats van 16 tot en met 24 juni 2017 in Charkiv, Oekraïne. Het toernooi, dat door de EUBC werd georganiseerd, was de 42e editie van de Europese kampioenschappen boksen voor mannen. Er werd door 232 boksers uit 39 landen gestreden in tien gewichtscategorieën. De beste acht boksers van elke gewichtsklasse plaatsten zich voor de wereldkampioenschappen 2017 in Hamburg.

## Medailles
| Gewichtsklasse              | Goud                | Zilver                 | Brons                                      |
| --------------------------- | ------------------- | ---------------------- | ------------------------------------------ |
| Lichtvlieggewicht (– 49 kg) | Vasilii Egorov      | Galal Yafai            | Yauheni Karmilchyk Samuel Carmona          |
| Vlieggewicht (– 52 kg)      | Daniel Asenov       | Niall Farrell          | Dmytro Zamotayev Brendan Irvine            |
| Bantamgewicht (– 56 kg)     | Peter McGrail       | Mykola Butsenko        | José Quiles Kurt Walker                    |
| Lichtgewicht (– 60 kg)      | Iurii Shestak       | Gabil Mamedov          | Calum French Pavlo Ishchenko               |
| Halfweltergewicht (– 64 kg) | Hovhannes Bachkov   | Luke McCormack         | Mateusz Polski Evaldas Petrauskas          |
| Weltergewicht (– 69 kg)     | Abass Baraou        | Pat McCormack          | Vasile Belous Ievgenii Barabanov           |
| Middengewicht (– 75 kg)     | Oleksandr Chyzjnjak | Kamran Shakhsuvarly    | Salvatore Cavallaro Zoltán Harcsa          |
| Halfzwaargewicht (– 81 kg)  | Joe Ward            | Muslim Gadzhimagomedov | Valentino Manfredonia Damir Plantić        |
| Zwaargewicht (– 91 kg)      | Jevgeny Tisjtsjenko | Cheavan Clarke         | Paul Omba-Biongolo Roy Korving             |
| Superzwaargewicht (+ 91 kg) | Victor Vykhryst     | Frazer Clarke          | Maxim Babanin Djamili-Dini Aboudou-Moindze |

## Medaillespiegel
| Plaats | Land         | Goud | Zilver | Brons | Totaal |
| 1      | Oekraïne     | 3    | 1      | 2     | 6      |
| 2      | Rusland      | 2    | 2      | 1     | 5      |
| 3      | Engeland     | 1    | 6      | 1     | 8      |
| 4      | Ierland      | 1    | 0      | 2     | 3      |
| 5      | Duitsland    | 1    | 0      | 0     | 1      |
| 5      | Armenië      | 1    | 0      | 0     | 1      |
| 5      | Bulgarije    | 1    | 0      | 0     | 1      |
| 8      | Azerbeidzjan | 0    | 1      | 0     | 1      |
| 9      | Spanje       | 0    | 0      | 2     | 2      |
| 9      | Frankrijk    | 0    | 0      | 2     | 2      |
| 9      | Italië       | 0    | 0      | 2     | 2      |
| 12     | Wit-Rusland  | 0    | 0      | 1     | 1      |
| 12     | Kroatië      | 0    | 0      | 1     | 1      |
| 12     | Hongarije    | 0    | 0      | 1     | 1      |
| 12     | Israël       | 0    | 0      | 1     | 1      |
| 12     | Litouwen     | 0    | 0      | 1     | 1      |
| 12     | Moldavië     | 0    | 0      | 1     | 1      |
| 12     | Nederland    | 0    | 0      | 1     | 1      |
| 12     | Polen        | 0    | 0      | 1     | 1      |
| Totaal | Totaal       | 10   | 10     | 20    | 40     |

## Deelnemende landen
Er deden 232 boksers uit 39 landen mee aan het toernooi.
- Albanië (3)
- Armenië (7)
- Azerbeidzjan (10)
- België (1)
- Bosnië en Herzegovina (2)
- Bulgarije (9)
- CYP (1)
- Tsjechië (3)
- Denemarken (4)
- Engeland (10)
- Estland (3)
- Finland (3)
- Frankrijk (6)
- Georgië (8)
- Duitsland (10)
- Griekenland (2)
- Hongarije (8)
- Ierland (9)
- Israël (4)
- Italië (10)
- Kroatië (5)
- Letland (2)
- Litouwen (7)
- Moldavië (7)
- Nederland (4)
- Noorwegen (2)
- Oekraïne (10
- Oostenrijk (5)
- Polen (10)
- Roemenië (8)
- Rusland (10)
- Schotland (9)
- Servië (3)
- Slowakije (5)
- Slovenië (4)
- Spanje (5)
- Turkije (9)
- Wit-Rusland (10)
- Zweden (4)